# Snamenskoje (Omsk)
Snamenskoje (russisch Зна́менское) ist ein Dorf (selo) in der Oblast Omsk in Russland mit 5294 Einwohnern (Stand 14. Oktober 2010).

## Geographie
Der Ort liegt knapp 250 km Luftlinie nördlich des Oblastverwaltungszentrums Omsk im Westsibirischen Tiefland. Es befindet sich an zwei Oberer und Unterer Isjuk-See genannten Altarmen etwa 2 km vom linken Ufer des Irtysch entfernt, knapp 15 km oberhalb der Einmündung der Oscha, die einige Kilometer südwestlich vorbeifließt.
Snamenskoje ist Verwaltungszentrum des Rajons Snamenski sowie Sitz der Landgemeinde Snamenskoje selskoje posselenije, zu der außerdem die Dörfer Kisseljowo (4 km östlich) und Schtscherbakowo (7 km südlich an der Oscha) sowie die Siedlung Sagotserno (auch Pristan, 2 km nördlich, direkt am Irtysch) gehören.

## Geschichte
Das Dorf wurde 1666 als zweite russische Ansiedlung der Region nach der Stadt Tara gegründet. Nach der Lage an den Isjuk-Seen wurde es zunächst als Isjuzki pogost bezeichnet, später nach der dort errichteten Snamenskaja-Kirche (russisch Snamenije für Muttergottes vom Zeichen) als Snamenski pogost, in Folge verkürzt auf den heutigen Namen.
Im 19. Jahrhundert gehörte es zu einer Wolost mit Sitz im 20 km irtyschaufwärts gelegenen Dorf Butakowo. Um die Wende zum 20. Jahrhundert entwickelte sich Snamenskoje durch Umsiedlung zum bedeutendsten Dorf der Wolost. 1924 erfolgte die Umbenennung in Snamenskaja wolost, und diese wurde zum 25. Mai 1925 in einen gleichnamigen Rajon umgewandelt. Von 17. Juni 1929 bis 15. Mai 1934 war der Rajon zwischenzeitlich aufgelöst.

### Bevölkerungsentwicklung
| Jahr | Einwohner |
| ---- | --------- |
| 1893 | 300       |
| 1909 | 616       |
| 1939 | 1455      |
| 1959 | 3284      |
| 1970 | 3820      |
| 1979 | 4619      |
| 1989 | 5567      |
| 2002 | 5457      |
| 2010 | 5294      |

Anmerkung: ab 1939 Volkszählungsdaten

## Verkehr
Snamenskoje liegt an der Regionalstraße 52K-17, die vom 40 km südöstlich Tara dem linken Ufer des Irtysch weiter über Tewris nach Ust-Ischim folgt und Teil der Verbindung zwischen Omsk und Tobolsk ist. Westlich von Snamenskoje zweigt die 52K-5 ab, die entlang dem Oscha-Nebenfluss Bolschoi Ajow bis ins südwestlich benachbarte Rajonzentrum Bolschije Uki verläuft.
Die nächstgelegene Bahnstation befindet sich an der Transsibirischen Eisenbahn im Oblastzentrum Omsk.

## Söhne und Töchter von Snamenskoje
- Wladimir Dolganow (* 1947), Skilangläufer